# 鲁斯图姆·加扎利
鲁斯图姆·加扎利（阿拉伯语：رستم غزالة，1953年5月3日—2015年4月24日）是叙利亚军事和政治人物。

## 履历
加扎利生于1953年。2002年叙利亚总统巴沙尔·阿萨德任命他为叙利亚军事情报部门驻黎巴嫩负责人，接替原负责人加齐·卡纳安少将。他经常前往贝卡谷地居住，他负责的军事情报部门的总部就设在贝卡谷地中的安杰尔，后来他被指控参与了贝卡谷地的毒品贸易和企业走私。
2005年发生的黎巴嫩前总理拉菲克·哈里里遇刺案给叙利亚政府制造了巨大的压力。加扎利和卡纳安的海外资产被美国冻结，理由是他们在叙利亚军队占领黎巴嫩发挥了作用，还有其他违规行为。叙利亚最终把15,000名驻黎巴嫩军人撤回国。然而，一些黎巴嫩和外国观察家声称叙利亚仍通过留在黎巴嫩的情报机构不断干涉黎巴嫩内政，叙利亚对此予以否认。卡纳安后来自杀了。
2005年9月，加扎利因涉嫌参与哈里里遇刺案受到联合国调查员德特勒夫·梅利斯的质询。同年12月，叙利亚前副总统阿卜杜勒－哈利姆·哈达姆指责加扎利在黎巴嫩期间政治腐化、独行专断，并且在哈里里死前曾威胁哈里里。从黎巴嫩撤军后，关于加扎利的消息很少。在叙利亚内战爆发前，抗议者在德拉举行示威，巴沙尔总统派加扎利去德拉传达政府的善意。据报道，加扎利对抗议者说：“我们已经把孩子都放了。”他的这一番话证实了德拉的一些青少年曾因仿效埃及和突尼斯的同龄人的做法写反政府标语而被捕。2011年5月，欧盟声称加扎利成为邻近叙利亚内战发源地德拉省的大马士革农村省军事情报负责人，并应对镇压该地区的不同政见者负责。2012年7月大马士革炸弹袭击事件后，巴沙尔总统对国家安全机构进行全面改组，加扎利出任叙利亚政治安全局局长，被认为是巴沙尔政权的核心人物之一。